# Glyptogrus
Glyptogrus is een geslacht van kevers uit de familie van de loopkevers (Carabidae). De wetenschappelijke naam van het geslacht is voor het eerst geldig gepubliceerd in 1881 door Bates.

## Soorten
Het geslacht Glyptogrus omvat de volgende soorten:
- Glyptogrus aequatorius (Chaudoir, 1855)
- Glyptogrus bidentatus Banninger, 1956
- Glyptogrus boliviensis (Chaudoir, 1879)
- Glyptogrus glypticus (Perty, 1830)
- Glyptogrus molopinus (Perty, 1830)
- Glyptogrus porosus Banninger, 1935
- Glyptogrus sulcipennis (Chaudoir, 1879)